# NMHC Nijmegen

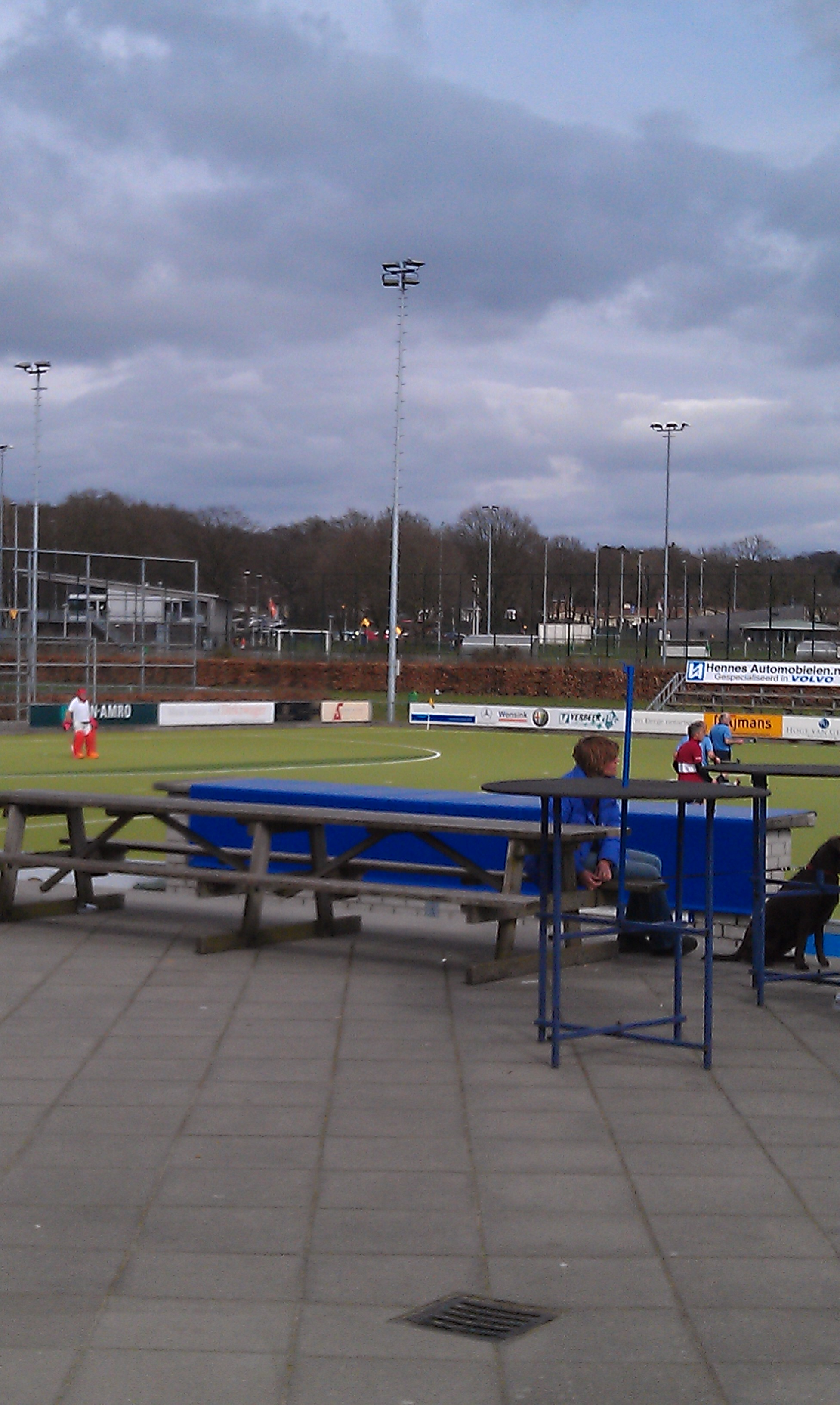
Hoofdveld NMHC 'Nijmegen', op de achtergrond SV Orion op de locatie van het oude complex van NMHC gescheiden door de Spoorlijn Nijmegen - Venlo

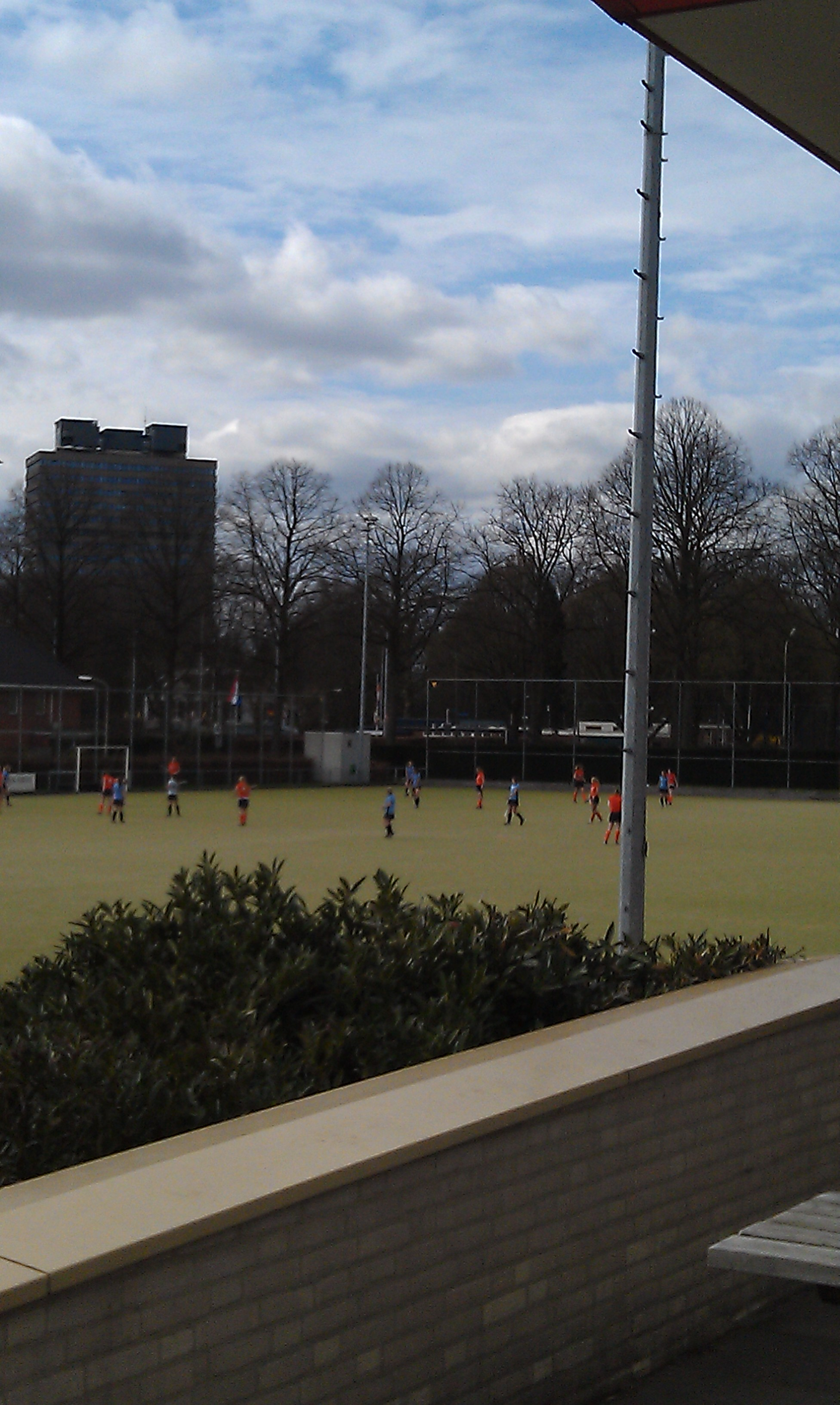
Bijveld met op de achtergrond het Erasmusgebouw

De Nijmeegse Mixed Hockey Club Nijmegen  (NMHC) is een hockeyclub uit Nijmegen.

## Geschiedenis
Op 15 september 1906 nam Hein C. Kakebeke met enkele andere jongeren het initiatief tot het oprichten van een hockeyclub. Door middel van een advertentie in een lokale krant liet hij leden werven. Na vele verhuizingen in de eerste decennia van het bestaan van de club, vestigde de club zich midden jaren 30 op de huidige locatie in het Mariënbosch. In de jaren 80 kreeg net als veel andere clubs ook Nijmegen haar eerste kunstgrasveld. In het kader van het 90-jarige lustrum in het seizoen 1996-1997 verhuisde de club naar de andere kant van de spoorlijn Nijmegen - Venlo, nog altijd bij het Mariënbosch. Hier kreeg de club aanvankelijk de beschikking over vijf velden, waarvan drie kunstgrasvelden en een nieuw clubhuis. Inmiddels heeft de club vier watervelden, twee zandvelden en een water-oefenveld.

## Resultaten heren/dames
In 1937 werden de Nijmeegse heren voor het eerst oostelijk kampioen. Om het landskampioenschap werd er vervolgens gelijkgespeeld tegen Breda, maar verloren van Amsterdam.
Met de afschaffing van het districtenstelsel en de invoering van de Hoofdklasse in 1973 speelden de heren vier seizoenen op het hoogste landelijke niveau tot de degradatie in 1977. In deze periode had het team Hans Weusthof in de gelederen, de vader van Roderick Weusthof. Sinds de invoering van de Overgangsklasse in 1981 bleven de heren voornamelijk op dit niveau actief.
Aanvankelijk deden de dames vaak mee aan de nacompetitie om het landskampioenschap tegen de andere districtskampioenen. Echter wist Nijmegen deze nooit te winnen. Toen er ook één landelijke Hoofdklasse ingevoerd werd bij de dames in 1981, zaten de dames bij de beste twaalf clubs van Nederland. Echter degradeerden de dames in 1983 door een 11e plaats in de competitie. Pas in 1998 konden de dames middels het kampioenschap in de Overgangsklasse A weer terugkeren naar het hoogste niveau. Na 2 seizoenen waren de dames weer terug bij af, maar werden in 2003 weer kampioen, ditmaal in de Overgangsklasse B.
In 2010 degradeerden de dames na zeven jaar in de Hoofdklasse gespeeld te hebben door een laatste plaats in de competitie. In 2012 werden de dames kampioen in de promotiepoule van de Overgangsklasse, waardoor de dames na 2 seizoenen weer terugkeerden naar de Hoofdklasse. In 2015 degradeerde het team naar de Overgangsklasse.
In seizoen 2023-2024 is Heren 1 eerste geworden in de Promotieklasse en hebben ze na 47 jaar het weer voor elkaar gekregen om direct naar de Hoofdklasse te promoveren.
Komend seizoen (2024-2025) speelt Dames 1 Promotieklasse en Heren 1 Hoofdklasse.

## Bekende (oud)spelers
- Lex Beek
- Janine Beerman
- Tarryn Bright
- Pietie Coetzee
- Walter Drenth
- Koos de Graaff
- Eveline de Haan
- Marlies van Ham
- Willem Kuyvenhoven
- Raymond Phijffer
- Imke Laumans
- Marsha Marescia
- Jesse Mahieu
- Eefke Mulder
- Maud Mulder
- Michel Phijffer
- Bas Smulders
- Yvette Smulders
- Hans Weusthof
- Roderick Weusthof
- Laurien Willemse
- Hella de Winter-Struike
- Eric Fintelman
- Eva van Agt